# Broussonetia kurzii
Broussonetia kurzii är en mullbärsväxtart som först beskrevs av Joseph Dalton Hooker, och fick sitt nu gällande namn av Edred John Henry Corner. Broussonetia kurzii ingår i släktet Broussonetia och familjen mullbärsväxter. Inga underarter finns listade i Catalogue of Life.